# Штайнгребер и сыновья

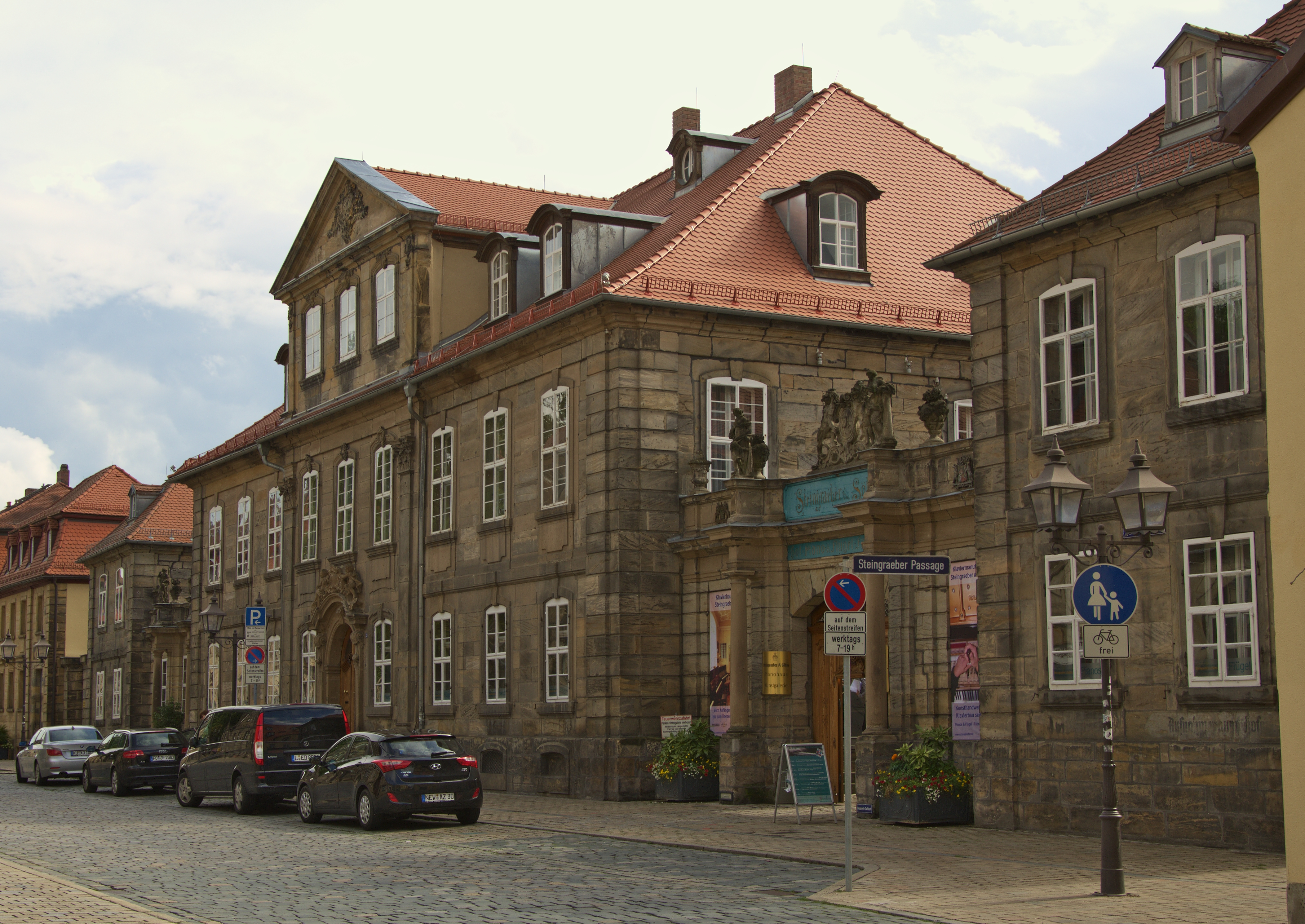
Штейнграбер Хауз — офис компании в городе Байройт

Штайнгребер и сыновья (нем. Steingraeber & Söhne) — фортепианная мануфактура. Основана в 1820 году в Тюрингии, с 1852-го года — в Байройте.

## История
Изначально производство было расположено в историческом доме Штайнгреберов, построенном в 1754 году в стиле рококо. В этом здании до сих пор находится рояль Франца Листа.
В период массового производства, большинство сотрудников из семьи Штайнгреберов (на тот момент их было более 30 человек) специализировались на ручном производстве роялей. Фабрика также производила вращающиеся стулья для рояля и приводы педалей. 
Для изготовления корпусов использовалась цельная древесина. Для покрытия корпусов использовались шеллак и воск. 

## Нововведения

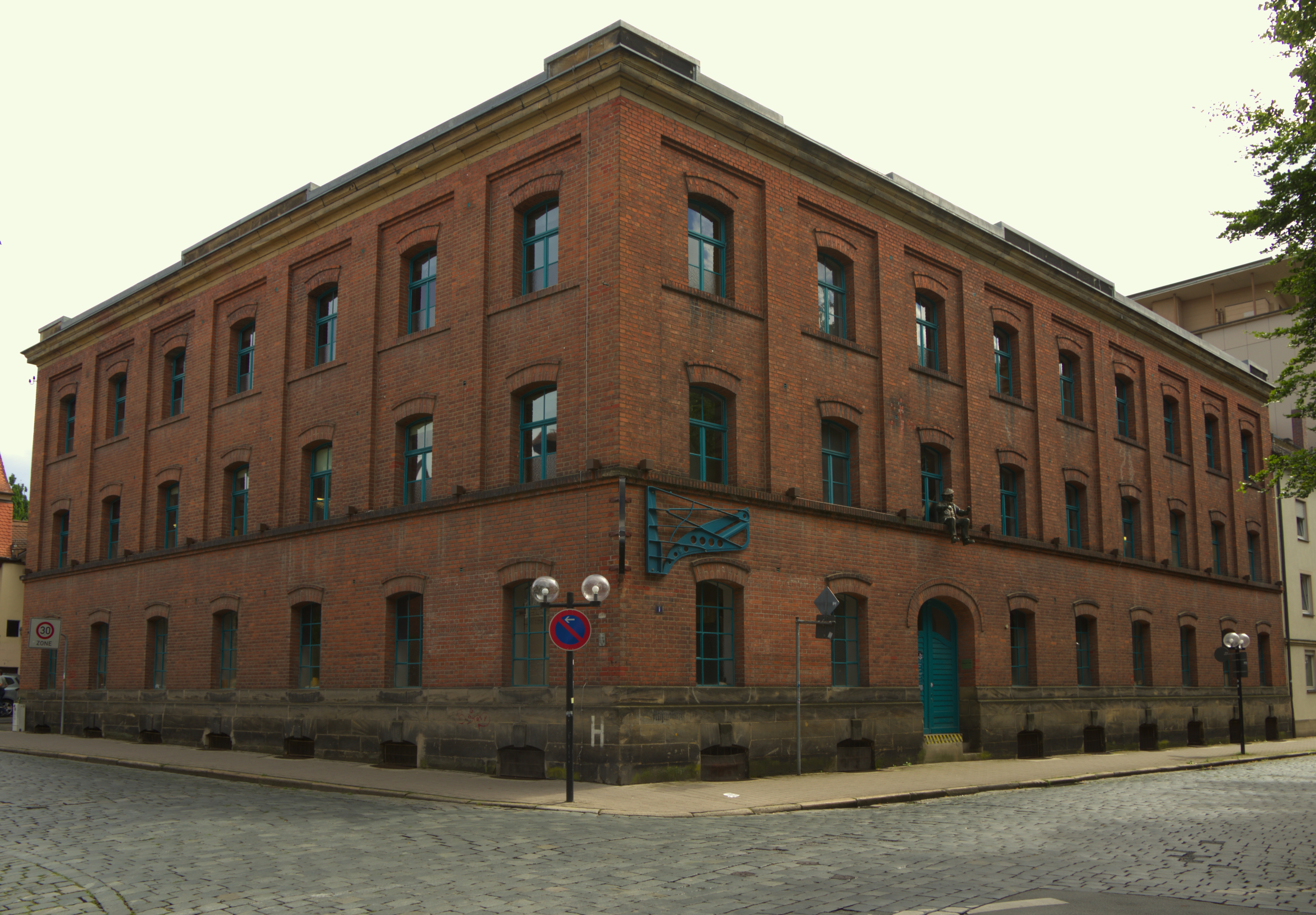
Главное здание фабрики в Байройте

На музыкальной ярмарке во Франкфурте в 2008 году были представлены такие нововведения, как:
- Модель рояля длиной 232 см.
- Рояль с резонирующей доской из углеродного волокна. Такое решение повышало стабильность звучания инструмента, которое зависит от колебаний температуры и влажности воздуха, которые имеют место при установке инструмента на открытом воздухе. Несмотря на то, что по звучанию такая резонирующая доска и проигрывает традиционной, в случае оснащения инструмента электрическим усилителем различие почти незаметно.
- Расширение функции левой педали: при касании левой педали происходит привычный сдвиг механизма, при дальнейшем усилении давления на педаль, молоточки приближаются к струнам так же, как и у пианино, что позволяет играть пианиссимо.
- Усовершенствовано управление струнами. Обычно струны удерживаются двумя штифтами зигзагом; здесь же струны придавлены к раме с помощью металлического вала. Это позволяет более равномерно давить струнам на раму и, таким образом, лучшем распределении энергии вследствие отсутствующего трения струн о штифты[2].
- В пианино для остановки струн вместо пружин используются магниты. Эта система свободна от задержек и способствует существенно более точной и быстрой повторяемости.

## Награды и признания
Steingraeber получала множество призов и премий на протяжении всей своей корпоративной истории. Пианино высотой 138 см было признано лучшим в мире и обладает качеством рояля. Концертное пианино и рояль-преобразователь были названы "Любимыми в Германии" в 2022 году Институтом SZ и Statista.
С 2022 года фортепианный бренд Steingraeber признан «Брендом века» и входит в эксклюзивный круг выдающихся немецких марок с мировым именем.

## Прочее
Дом Штайнгреберов в течение многих лет является покровителем искусства и культуры. Ежегодно в открытом внутреннем дворе дворца Штайнгреберов на Фридрихштрассе в Байройте проходят праздничные концерты и театральные представления.